# Tableau des médailles des Jeux asiatiques de 2002

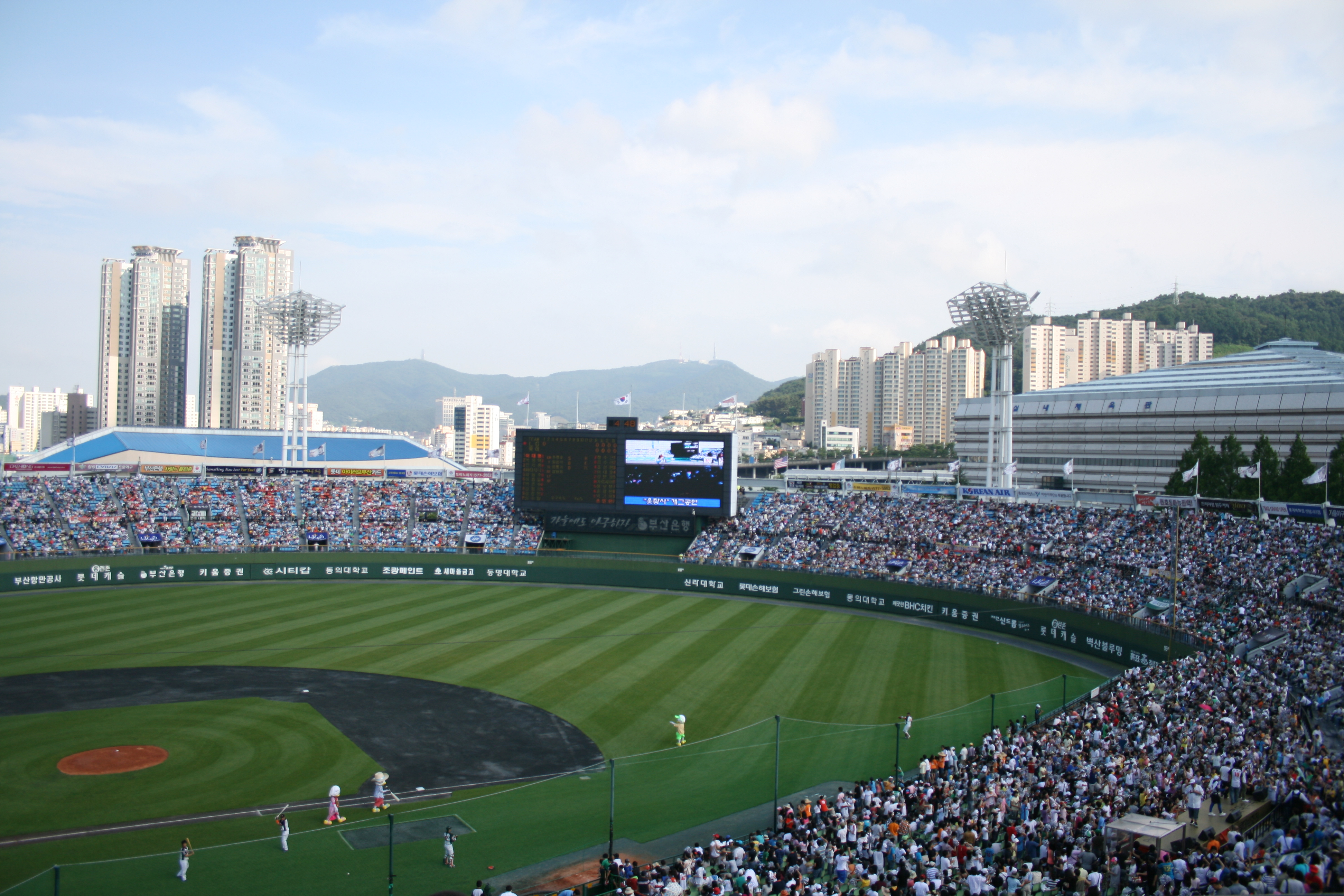
Le Sajik Baseball Stadium a accueilli, quant à lui, les épreuves de baseball de ces Jeux.

Le tableau des médailles des Jeux asiatiques de 2002 est le classement des nations par nombre de médailles d'or remportées lors de la 14e édition des Jeux asiatiques, qui se sont déroulés du 29 septembre au 14 octobre 2002 à Pusan, en Corée du Sud. Pusan est la seconde ville sud-coréenne à accueillir les jeux après Séoul, en 1986. 6 572 athlètes, dont 4 605 hommes et 1 967 femmes, représentant 44 nations ont participé à ces jeux, à travers 419 compétitions et trente-huit disciplines sportives. C'est la première fois dans l'histoire des Jeux que l'ensemble des 44 nations membres du conseil olympique d'Asie participent à l'événement : la chute des talibans permet à l'Afghanistan de participer de nouveau aux Jeux; le Timor oriental, nouveau membre, honore sa première participation et pour la première fois, la Corée du Nord participe à une compétition sportive internationale organisée par la Corée du Sud. Les deux nations défilent ensemble, lors de la cérémonie d'ouverture, sous une bannière commune, le drapeau de l'unification coréenne.
Un total de 39 nations, sur les 44 pays participants, ont remporté au moins une médaille, 27 de ces pays remportant une médaille d'or. Huit délégations - le Kazakhstan, l'Ouzbékistan, l'Inde, Singapour, le Viêt Nam, le Qatar, les Philippines et le Kirghizistan - améliorent leur position dans le classement des médailles par rapport à l'édition précédente de 1998. La Chine se classe en tête du tableau des médailles pour la sixième fois consécutive, avec un total de 150 médailles d'or remportées. La Chine est également en tête du classement du nombre de médailles d'argent, et du nombre de médailles total. La Corée du Sud, pays organisateur, est en tête du classement du nombre de médailles de bronze; avec 96 médailles d'or, 80 médailles d'argent et un total de 260 médailles, elle se place en seconde position du tableau des médailles. Le Japon, avec un total de 189 médailles dont 44 médailles d'or, se classe en troisième place.

## Tableau des médailles

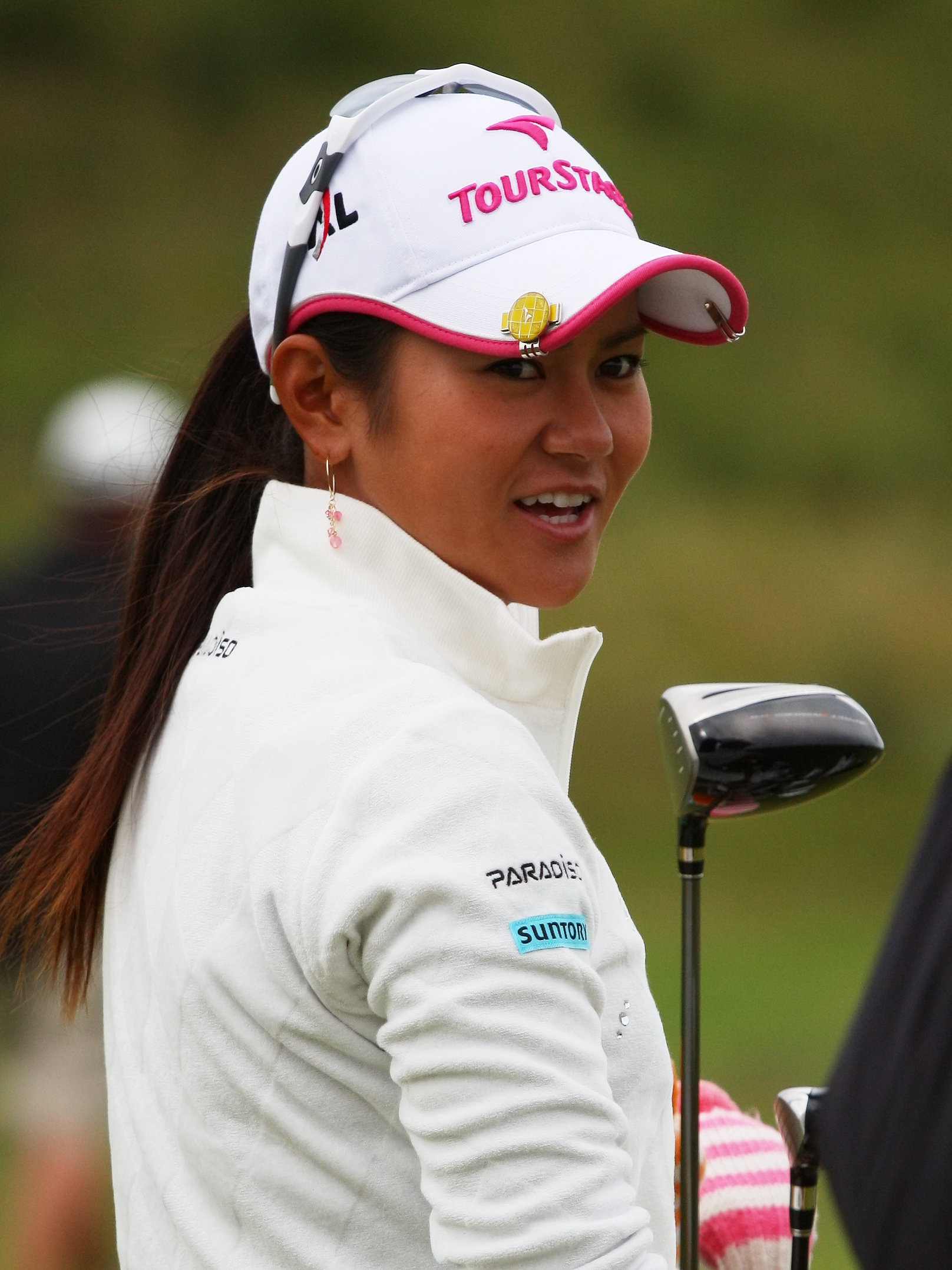
La golfeuse japonaise Ai Miyazato remporte une médaille d'or.

Le tableau du classement des médailles par pays se base sur les informations fournies par le Comité international olympique (CIO) et est en concordance avec la convention du CIO relative aux classements des médailles. Par défaut, c'est le classement suivant le nombre de médailles d'or remportées par pays (à savoir une entité nationale représentée par un Comité national olympique) qui prévaut. A nombre égal de médaille d'or, c'est le nombre de médailles d'argent qui est pris en considération. A nombre égal de médaille d'argent, c'est le nombre de médailles de bronze qui départage deux nations. En cas d'égalité toutes médailles confondues, les nations occupent le même rang dans le classement et sont listées par ordre alphabétique de leur code pays.
- Pays organisateur (Corée du Sud)

| Rang  | Nation              | Or  | Argent | Bronze | Total |
| ----- | ------------------- | --- | ------ | ------ | ----- |
| 1     | Chine               | 150 | 84     | 74     | 308   |
| 2     | Corée du Sud        | 96  | 80     | 84     | 260   |
| 3     | Japon               | 44  | 73     | 72     | 189   |
| 4     | Kazakhstan          | 20  | 26     | 30     | 76    |
| 5     | Ouzbékistan         | 15  | 12     | 24     | 51    |
| 6     | Thaïlande           | 14  | 19     | 10     | 43    |
| 7     | Taipei chinois      | 10  | 17     | 25     | 52    |
| 8     | Inde                | 10  | 12     | 13     | 35    |
| 9     | Corée du Nord       | 9   | 11     | 13     | 33    |
| 10    | Iran                | 8   | 14     | 14     | 36    |
| 11    | Arabie saoudite     | 7   | 1      | 1      | 9     |
| 12    | Malaisie            | 6   | 8      | 16     | 30    |
| 13    | Singapour           | 5   | 2      | 10     | 17    |
| 14    | Indonésie           | 4   | 7      | 12     | 23    |
| 15    | Viêt Nam            | 4   | 7      | 7      | 18    |
| 16    | Hong Kong           | 4   | 6      | 11     | 21    |
| 17    | Qatar               | 4   | 5      | 8      | 17    |
| 18    | Philippines         | 3   | 7      | 16     | 26    |
| 19    | Bahreïn             | 3   | 2      | 2      | 7     |
| 20    | Kirghizistan        | 2   | 4      | 6      | 12    |
| 21    | Koweït              | 2   | 1      | 5      | 8     |
| 22    | Sri Lanka           | 2   | 1      | 3      | 6     |
| 23    | Pakistan            | 1   | 6      | 6      | 13    |
| 24    | Birmanie            | 1   | 5      | 6      | 12    |
| 25    | Turkménistan        | 1   | 2      | 1      | 4     |
| 26    | Mongolie            | 1   | 1      | 12     | 14    |
| 27    | Liban               | 1   | 0      | 0      | 1     |
| 28    | Tadjikistan         | 0   | 2      | 4      | 6     |
| 29    | Macao               | 0   | 2      | 2      | 4     |
| 30    | Émirats arabes unis | 0   | 2      | 1      | 3     |
| 31    | Bangladesh          | 0   | 1      | 0      | 1     |
| 32    | Népal               | 0   | 0      | 3      | 3     |
| 33    | Syrie               | 0   | 0      | 3      | 3     |
| 34    | Laos                | 0   | 0      | 2      | 2     |
| 35    | Jordanie            | 0   | 0      | 2      | 2     |
| 36    | Afghanistan         | 0   | 0      | 1      | 1     |
| 37    | Brunei              | 0   | 0      | 1      | 1     |
| 38    | Palestine           | 0   | 0      | 1      | 1     |
| 39    | Yémen               | 0   | 0      | 1      | 1     |
| TOTAL | TOTAL               | 427 | 421    | 502    | 1350  |

## Sources
- (en) Cet article est partiellement ou en totalité issu de l’article de Wikipédia en anglais intitulé « 2002 Asian Games medal table » (voir la liste des auteurs).